# Радни пас
Радни пас је пас, који најчешће није кућни љубимац, него је научен или истрениран да изводи разне задатке (иако је могуће и да кућни љубимци буду радни пси). Ови задаци су најчешће везани за помагање и/или забаву људима.
Било да лови, чува и брани, налази изгубљене људе или дивљач или открива нешто скривено, води слијепе или вуче запрегу на снијегу, активно учествује у људском животу. Сваки пас може обављати одређене задатке ако је обучен за то, иако све расе и све јединке поједине расе нису за то једнако способне по прирођеним склоностима и карактеристикама.

## Историја
Најранији записи и цртежи са Блиског истока указују да је одавно почела специјализација паса у расе погодне за обављање различитих послова. Стари Египћани су били вјешти одгајивачи животиња, користећи многе врсте, данас сматране за потпуно дивље. Док је неолитски човјек у Европи још употребљавао камену сјекиру, Египћани и Сумерци су развили неколико различитих типова ловачких паса, који су, због доброг вида и њуха, углавном били намјењени лову на отвореном. Од времена грчке цивилизације његују се многобројни пси развијена њуха, способни да прате траг кроз гусо растиње, гдје је видљивост лоша.
Сеоски радни пас - пастирски и овчарски, били су, напротив, својом изолованошћу заштићени од спољних утицаја. Њихова је вриједност била мала, осим за њихове власнике, а недостатак комуникација довео је до тога да је свака пољопривредна заједница развила своју врсту паса за одређени посао.